# الجريمة الحقيقية (فلم)
الجريمة الحقيقية (بالإنجليزية: True Crime) هو فيلم إثارة غموض أمريكي من إخراج كلينت إيستوود وبطولة كلينت، أيزيا واشنطن، دينيس ليري، ليزا قاي هاميلتون وجيمس وودز، صدر الفيلم في 19 مارس 1999.

## القصة
«ستيف إيفريت» الصحفي بجريدة أوكلاند تريبيون، الذي لديه شغف بالنساء والكحول، تُسند إليه تغطية عملية إعدام القاتل «فرانك بكهام». «بوب فينلى» مدير ستيف، وفي الوقت ذاته على علاقة غير شرعية بزوجة ستيف. حينما يكتشف ستيف أنه بالإمكان أن يكون فرانك بريئا يجدها بوب فرصة للتخلص من ستيف للأبد. في حين يتبقى لستيف بضع ساعات فقط قبل تنفيذ الحكم لإنقاذ فرانك من الإعدام.

## روابط خارجية
- الجريمة الحقيقية على موقع IMDb (الإنجليزية)
- الجريمة الحقيقية على موقع ميتاكريتيك (الإنجليزية)
- الجريمة الحقيقية على موقع الموسوعة البريطانية (الإنجليزية)
- الجريمة الحقيقية على موقع روتن توميتوز (الإنجليزية)
- الجريمة الحقيقية على موقع نتفليكس (الإنجليزية)
- الجريمة الحقيقية على موقع قاعدة بيانات الأفلام العربية
- الجريمة الحقيقية على موقع ألو سيني (الفرنسية)
- الجريمة الحقيقية على موقع Turner Classic Movies (الإنجليزية)
- الجريمة الحقيقية على موقع أول موفي (الإنجليزية)
- الجريمة الحقيقية على موقع بوكس أوفيس موجو (الإنجليزية)

لا توجد روابط لمواقع التواصل الاجتماعي.